# International Bibliography of Theatre & Dance
La International Bibliography of Theatre & Dance és una base de dades de continguts teatrals que conté al voltant d'uns 60.000 articles de publicacions periòdiques (revistes, publicacions acadèmiques, etc.), diaris, llibres i monografies amb resum; a més de 100 publicacions i també més de 100 llibres i monografies a text complet que tracten aspectes del teatre i les arts escèniques d'arreu del món.

## Història
Va ser iniciada per l'American Society for Theatre Research i la seva versió en línia és gestionada per l'empresa Ebsco Publishing. La base de dades permet efectuar cerques de registres a text complet, resums, bibliografies, ressenyes de llibres, estudis, directoris, informes, etc. Així com limitar els resultats a recuperar per any/s, tipus de publicació, idioma.